# Âm phủ

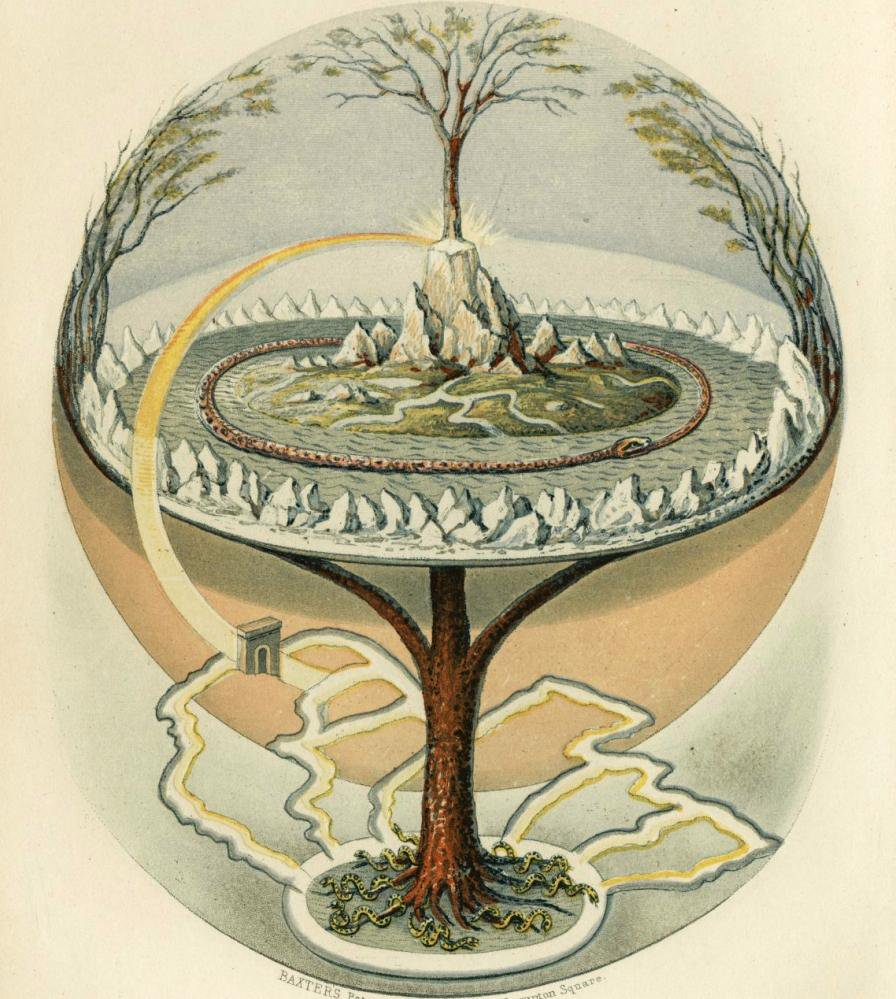
Yggdrasil, cây thế giới theo thần thoại Bắc Âu, kết nối thiên giới, dương giới và âm giới.

Âm phủ (chữ Hán: 陰府, tiếng Anh: underworld) hay Âm gian (陰間), Âm giới (陰界), Âm cảnh (陰景), Minh phủ (冥府), Minh giới (冥界) là thế giới được cho là ở sâu trong lòng đất hoặc bên dưới trần gian, theo hầu hết các tôn giáo và thần thoại. Đây thường được cho là nơi linh hồn của con người đến sau khi chết. Các nền tín ngưỡng và văn hóa có các quan niệm khác nhau về âm phủ và địa ngục.

## Trong tín ngưỡng Đông Á
Trong tín ngưỡng Đông Á, địa ngục (地獄, phát âm tiếng Trung dìyù, phát âm tiếng Nhật jigoku) là tù ngục trong lòng đất, nơi đó tội nhân phải chịu mọi loại tra tấn do kết quả của mọi việc ác đã làm khi còn sống.

## Trong Phật giáo
Trong Phật giáo, địa ngục (Nhật: 地獄 (naraka)) được xem là nơi nhiều khổ ải, nhưng sau khi nghiệp ác chấm dứt có thể tái sinh trên những thiện đạo. Địa ngục là một thế giới có vị trí địa dư thông thường vừa là một trạng thái của tâm thức, nên hiểu Tịnh độ và 6 nẻo luân hồi cũng là như thế. Địa ngục là một trong ba ác đạo, song song với ngạ quỷ (quỷ đói) và súc sinh.
Trong quan điểm vũ trụ của Phật giáo, địa ngục có nhiều dạng khác nhau, gần giống với quan điểm của Ấn Độ giáo: hỏa ngục và hàn ngục, chia làm 8 ngục chính với 16 ngục phụ, mà A-tì địa ngục (avīcī) là ngục khủng khiếp nhất. Chúng sinh trong địa ngục chịu nhiều khổ hình trong những thời gian khác nhau, như bị lột da lóc thịt, bị cắn mổ,... Địa ngục của Phật giáo được Diêm vương (yama) cai trị.
Từ gốc trong thuật ngữ Ấn Độ là naraka (tiếng Phạn) và niraya (tiếng Pāli), dịch sang tiếng Hán là Nại-lạc (奈落), Na-lạc (那落) và Nê-lê (泥黎). Được xem là một trong 3 đường ác (Tam ác đạo 三惡道, Tam ác thú 三惡趣), hoặc là một trong Ngũ thú (五趣), Lục đạo (六道), hay Thập giới (十界). Kinh điển đề cập đến nhiều loại và tên các địa ngục, trong đó, nổi tiếng nhất là Bát nhiệt địa ngục (八熱地獄, hoặc Bát đại địa ngục 八大地獄) và Bát hàn địa ngục (八寒地獄), kéo dài từ địa ngục Đẳng hoạt (等活) đến Địa ngục A-tì (阿鼻, avīci), là toàn phần của Căn bản địa ngục (根本地獄). Còn có địa ngục nhỏ hơn, kế tiếp hoặc sát bên cạnh. Tầng thứ ba địa ngục gọi là những địa ngục biệt lập (Cô địa ngục 孤地獄) ở trong núi, sa mạc ở bên trên mặt đất. Sự tạo thành và tương quan giữa các địa ngục được giải thích chi tiết trong những kinh luận như A-tì-đạt-ma Câu-xá luận. Như người ta nghĩ, giáo lý chung về địa ngục được phát triển qua một thời gian dài, căn cứ vào nhiều nguồn và ảnh hưởng của tôn giáo Ấn Độ. Mọi cuốn từ điển Phật giáo đều có ghi đề mục này, bao gồm nhiều chi tiết về danh mục và thuộc tính của từng địa ngục.
Vị Bồ Tát cai quản địa ngục trong Phật giáo là Địa Tạng.

## TrongKitô giáo
Nơi người chết ngủ, cho đến ngày tận thế:
Giảng viên 9:10: "Những gì trong tầm tay, bạn hãy ra sức làm, vì trong cõi âm ty, nơi bạn đang đi tới, không còn hoạt động, không còn dự tính, chẳng còn hiểu biết, chẳng còn khôn ngoan."
Kinh Thánh phân biệt địa ngục (thung lũng Hi-nôm Hinnom, Gehenna) và âm phủ (Sheol, Hades). "Géhenne" là lối người Hy Lạp viết tiếng Hê-bơ-rơ ge-Hinom (thung lũng Hi-nôm), là nơi người ta đưa con cái mình qua lửa cho Mô-lóc (II Các vua 23:10).